# Cinewax
Cinewax est une association franco-sénégalaise créée en 2015. Elle vise à promouvoir le cinéma africain. 

## Origines et objectif
En 2015, Jean Fall, jeune entrepreneur franco-sénégalais, crée l'association Cinewax avec l'ambition de promouvoir le cinéma africain. L'association se construit sur une double perspective : valoriser les cultures et films africains en France et permettre l'accès au cinéma au Sénégal. 

## Online African Film Festival (OAFF)
En 2018, du 15 novembre au 15 décembre, Cinewax lance le premier festival de films africains en ligne, avec un lancement officiel dans une dizaine de pays. Le festival propose un accès en ligne pour 8 € à des films, départagés par un jury et répartis en cinq catégories : Sélection officielle, Diaspora, Documentaires, Classiques, et Short Films,. Une seconde édition est organisée en 2019.   
Le festival se développe en une plateforme de VOD au monde entier avec une application web, Android et iOS qui proposera 80 films, tout en créant et corrigeant 250 sous-titres en français, anglais et espagnol. Elle a dû être fermée "temporairement" en raison de difficultés financières le 20 octobre 2021 "afin de préparer la transition vers une nouvelle plateforme".   

## Projections et festival
L'association organise, depuis sa création, des projections et événements valorisant le cinéma africain. Elle lance le ciné-club Clap Afrique à Paris en 2016. Elle revendique en 2019 plus de 70 événements et de 12 000 spectateurs. Parmi ces événements, on retrouve notamment le ciné-club Clap Afrique, mettant, chaque mois, un pays à l'honneur, ou encore le Sunday Talk ouvrant le débat sur des thématiques liées aux cinémas et cultures africaines. Dans cette perspective, Cinewax a lancé un événement de plus grande ampleur, le festival Cinewax Outdoors. C'est un festival en plein air à Paris, gratuit dédié aux cultures africaines (cinéma, danse, cuisine, littérature, activités, musiques...). Elle continue en 2023 avec les African Cinema Days. 
En 2021, Cinewax participe du 1er mars au 31 juillet à la Saison Africa2020 avec un programme de films. Son activité d'information sur les cinémas d'Afrique se poursuit sur sa page facebook, Instagram et son site internet. 